# Polioptila californica
Калифорнийская комароловка (лат. Polioptila californica) — вид птиц из семейства комароловковых.
Калифорнийский эндемик. Распространён на Калифорнийском полуострове в Мексике и на юге штата Калифорния в США. Живёт в сухих открытых лесах или в полупустынях среди кустарников.
Мелкая птица длиной до 11 см. Оперение тёмно-серое, только хвост чёрный с белыми кончиками. Кроме того у самца верх головы чёрный. Клюв тонкий, чёрный.
Территориальная птица, активно защищает свой участок от конкурентов. Охотится на насекомых и других членистоногих. Чашеобразное гнездо строят оба партнёра на нижних ветвях кустарников на высоте до 1,5 метра. В кладке 3—5 яиц. Инкубация длится 14 дней. Птенцы покидают гнездо через две недели. Гнездовым паразитом вида может являться буроголовый коровий трупиал.